# Ibrahima Moctar Sarr
Ibrahima Moctar Sarr (1949) es un periodista y político de Mauritania.
Después de estudiar en Cesti, Senegal, Sarr se formó como profesor antes de trabajar en seguros. Se inició en la política en 1972, siendo cofundador del Partido de los Trabajadores de Mauritania. Al mismo tiempo trabajó como periodista, apareciendo frecuentemente en radio y televisión. 
En algunas biografías se le relaciona con la publicación en 1986 del Manifiesto del Negro-Mauritano oprimido que denunciaba las múltiples situaciones de injusticia que sufrían los negro-africanos de Mauritania aunque según el testimonio de Ibrahima Abou Sall miembro de la dirección de las Fuerzas de Liberación de los Africanos de Mauritania, Sarr se negó en su momento a implicarse en el manifiesto.
En 1989 durante el Conflicto fronterizo entre Mauritania y Senegal que duró dos años y en el que Sarr era sospechoso de apoyar las tesis senegalesas, lo que le costó ser encarcelado durante cuatro años.
Sarr participó en las elecciones presidenciales de Mauritania en 2007, en una plataforma contra el racismo. Para apoyar su candidatura, fundó el Movimiento para la Reconciliación Nacional, que se integró después en la Alianza por la Justicia y la Democracia / Movimiento por la Renovación, aunque figuró como candidato independiente. Con el lema, Yo soy el candidato de los oprimidos, defendió la igualdad de derechos para los pueblos Fulani, Soninké y Wólof junto con los Moros, y el regreso de los refugiados mauritanos en Senegal. Obtuvo el 7,9% de los votos en la primera vuelta de las elecciones quedando en el cuarto puesto, y apoyó a Ahmed Ould Daddah en la segunda vuelta.